# Eighting
Eighting Co., Ltd. (株式会社エイティング) est une société japonaise de développement de jeux vidéo de type arcade, sur console de salon et sur téléphone mobile, fondée en 1993.

## Description
La société Eighting s'est également fait connaitre sous différents noms depuis le rachat de la société Raizing. Il est possible de trouver le nom de l'entreprise orthographié 8ing, mais également accolé à Raizing et dans un ordre différent, ce qui donne plusieurs possibilités qui sont Raizing/Eighting, Eighting/Raizing, 8ing/Raizing, Raizing/8ing ou simplement Raizing. On peut également rencontrer l'appellation R8zing, mêlant ainsi les deux patronymes.
Le nom Eighting est la contraction du préfixe « Eight » qui signifie « huit » en anglais, et du suffixe « ing » qui signifie en anglais « faire l'action » du verbe auquel il est ajouté. Eight a été choisi pour évoquer un vieil adage japonais : 七度転んで八度立ち上がる (Si tu tombes sept fois, relève-toi huit fois) ＝ 何度失敗してもそれに屈せず立ち上がるとい。 (Autant de fois que tu puisses faillir, tu peux t'en relever).
Eighting a été fondée par plusieurs employés et développeurs originaires de la société Toaplan qui venait de faire faillite, tout comme la société Cave, Takumi ou Gazelle. Elle intègre également d'anciens employés de la société Compile ayant travaillé sur le projet Musha Aleste (Mega Drive).
La société (ainsi que les entreprises créées à l'issue de la faillite de Toaplan) est principalement connue pour ses shoot'em ups et ses jeux de combat de grande qualité et plus particulièrement pour des jeux d'un sous-genre du shoot'em up, le « danmaku » (appelé également « manic shoot » : shoot’em up moderne dont le champ de jeu est parsemé et envahi de tirs ennemis qu'il faut éviter en slalomant).
Eighting continuera à utiliser le matériel d'arcade conçu par Toaplan, au-delà même de la disparition de la société.

## Historique
Le 15 mars 1993, la société Eighting Co., Ltd. est établie à Ōta (Tōkyō), dans le but de développer, fabriquer, puis vendre des jeux vidéo. Dès le mois de mai, Sorcerer Striker (un shoot them up), le premier jeu de la société est commercialisé.
Près d'un an plus tard, en décembre 1994, Eighting propose son premier jeu vidéo pour console de salon.
Fort du savoir-faire acquis chez Toaplan, la société va produire des jeux de très bonne qualité, tout au long de son histoire. En 1996, elle lance des jeux maintenant célèbres comme Bloody Roar, un jeu de combat en 3D, aussi bien sur console qu'en arcade, Battle Garegga, un shoot'em up, ou Armed Police Batrider sortit en 1998.

Le logo officiel de Raizing

C'est en l'an 2000 que 8ing s'attaque au marché des jeux sur téléphone mobile. Durant le mois d'octobre, elle fait l'acquisition de la société Rising Co., Ltd. (qui est renommée Raizing) et Logic & Magic Ltd, puis s'établit à Shinagawa (Tōkyō) au mois de novembre. Brave Blade voit le jour sur Sony ZN-1, ainsi que Dimahoo sur CP System II.
En 2001, la filiale Raizing est complètement intégrée dans Eighting. Shinobu Yagawa, designer et développeur d'un bon nombre de titres estampillés Raizing comme Battle Garegga ou Battle Bakraid, part de la société pour rejoindre l'équipe Cave .

## Liste des jeux

### Raizing
- Sorcer Striker (1993)
- Panic Bomber: Bomberman (1994) (avec Hudson Soft) (SNK Neo-Geo MVS, Neo-Geo AES)
- Kingdom Grand Prix (1994)
- Battle Garegga (1996)
- Terra Diver (Sega ST-V) (1996)
- Bloody Roar (avec Hudson Soft) (Sony ZN-1) (1997)
- Sōkyū Gurentai (Arcade, Saturn et PlayStation) (1997)
- Armed Police Batrider (1998)
- Battle Bakraid (1999)
- Bloody Roar 2: Bringer of the New Age (avec Hudson Soft) (Sony ZN-1) (1999)
- Oh! Bakyuuun (1999/2000)
- Dimahoo (distribué par Capcom) (CP System II) (2000)
- 1944: The Loop Master (avec Capcom) (CP System II) (2000)
- Brave Blade (édité par Namco) (Sony ZN-1) (2000)
- Golgo 13 (édité par Namco) (1999)
- Golgo 13 - Kiseki no Dandou (édité par Namco) (2000)
- Golgo 13 - Juusei no Requiem (édité par Namco) (2001)

### Eighting
- Bloody Roar 3 (avec Hudson Soft) (System 246) (2001)
- Kuru Kuru Kururin (Game Boy Advance) (2001)
- Kururin Paradise (Game Boy Advance) (2002)
- Bloody Roar 4 (avec Hudson Soft) (2003)
- Naruto: Clash of Ninja (avec Tomy) (GameCube) (2003)
- Naruto: Clash of Ninja European Version (avec Tomy) (GameCube) (2003)
- Kururin Squash! (GameCube) (2004)
- Naruto: Gekitō Ninja Taisen! 3 (avec Tomy) (GameCube) (2004)
- Bleach: Heat the Soul (distribué par SCEI) (PlayStation Portable) (2005)
- Bleach: Heat the Soul 2 (distribué par SCEI) (PlayStation Portable) (2005)
- Konjiki no Gash Bell!! Go! Go! Mamono Fight!! (GameCube) (2005)
- Zatch Bell! Mamodo Battles (GameCube) (2005)
- Naruto: Gekitō Ninja Taisen! 4 (avec Tomy) (GameCube) (2005)
- Bleach: Heat the Soul 3 (distribué par SCEI) (PlayStation Portable) (2006)
- Tekken 5: Dark Resurrection (version PSP) (développé et distribué par Namco Bandai) (PlayStation Portable) (2006)
- Battle Stadium D.O.N (distribué par Namco Bandai) (Nintendo GameCube, PlayStation 2) (2006)
- Bleach: Heat the Soul 4 (distribué par SCEI) (PlayStation Portable) (2007)
- Dragon Quest Swords : La Reine masquée et la tour des miroirs (planifié par Genius Sonority / game design par Armor Project / édité par Square Enix) (Wii) (2007)
- Fate/unlimited codes (concept original par Type-Moon) (2008)
- Bleach: Heat the Soul 5 (distribué par SCEI) (PlayStation Portable) (2008)
- Castlevania Judgment (codéveloppé et distribué par Konami) (Wii) (2008)
- Tatsunoko vs. Capcom: Cross Generation of Heroes (distribué par Capcom) (Arcade, Wii) (2008)
- Dragon Quest: Monster Battle Road Victory (conçu par Armor Project / publié par Square Enix) (Wii) (2010)
- Marvel vs. Capcom 3: Fate of Two Worlds (distribué par Capcom) (PS3, Xbox 360) (2011)
- Monster Hunter 3 Ultimate (développé avec Capcom Production Studio 1) (3DS) (2011)
- Kamen Rider: Battride War (distribué par Namco Bandai Games) (PS3) (2013)